# Pentila affixa
Pentila affixa är en fjärilsart som beskrevs av Schultze och Aurivillius 1910/11. Pentila affixa ingår i släktet Pentila och familjen juvelvingar. Inga underarter finns listade i Catalogue of Life.